# Luigi Maiocco
Luigi Maiocco (ur. 11 października 1892 w Turynie, zm. 11 grudnia 1965 tamże) – włoski gimnastyk. Trzykrotny medalista olimpijski.
Brał udział w trzech igrzyskach (IO 12, IO 20, IO 24), za każdym zdobywał złote medale w rywalizacji drużynowej. W 1912 znalazł się w gronie zwycięzców w wieloboju, w 1920 Włosi zwyciężyli w wieloboju rozgrywanym w systemie europejskim, cztery lata później triumfował w wieloboju.